# Brøndby Strand
Brøndby Strand er en bydel i Storkøbenhavn, beliggende under Region Hovedstaden i Brøndby Kommune. Hele kommunen har 38.849 indbyggere  (2024). Området karakteriseres især af en række højhuse, samt tæt-lav-bebyggelse, der er opført i nærheden af Brøndby Strand Station i årene 1950-1980.
Området var oprindeligt et sommerhuskvarter, hvor folk fra Københavns middelklasse tog på ferie om sommeren.
Blandt bebyggelserne er Brøndby Strand Parken den største med ca. 75 % af bydelens indbyggerne. Den er opført 1969-1974, og består af 12 højhuse som er opdelt i fire afsnit med hver tre højhuse i 15 etager, nogle 'gårde' med byggeri op til 3. sal, samt et mindre antal rækkehuse. Bebyggelsen er opført i et samarbejde mellem fire boligselskaber: Brøndby Boligselskab, Boligselskabet Tranemosegård, Postfunktionærernes Andelsboligforening og Brøndby Almennyttige Boligselskab (nævnt efter boligafdelingernes placering fra vest mod øst).
I de første år var der problemer med at få lejet alle lejlighederne ud, men da infrastrukturen kom på plads med Brøndby Strand Station (åbnet 1972) og butikscenter (indviet december 1978), blev alle lejemål udlejet.
De fem østligste højhuse var fuget med en PCB-holdig fugemasse, og stod ikke til at redde, så de blev rømmet med nedrivning for øje, og beboerne genhuset. Nedrivningen af højhusene skete i 2022 og 2023.
Andelen af beboere med sociale problemer er forholdsvis stor. Ca. 53 % af beboerne er flygtninge, indvandrere eller efterkommere af disse.
Bydelen har  butikker, bazarer, institutioner, skoler og sportsanlæg samt en kirke, Brøndby Strand Kirke, der blev indviet i 1984.
Brøndby Strand er et meget multikulturelt sted, da der er repræsentanter for over 80 forskellige lande.[kilde mangler]
Selve stranden i Brøndby Strand var oprindeligt ikke optimal, på grund den ringe vanddybde, og i sidste halvdel af 1970'erne blev Køge Bugt Strandpark etableret. Den blev indviet d. 8. juni 1980 og gav området et betydeligt løft med søer, en god sandstrand og fire lystbådehavne.

## Skole
I bydelen er der en skole, Brøndby Strand Skole. Skolen er en sammensætning af byens tre tidligere skoler:
- Brøndby Strand Skole på Strandskolevej
- Langbjergskolen (tidligere skole) i Tybjergparken
- Søholtskolen (en del af Brøndby Strand Skole) i Dyringparken

Skolen er delt op i to matrikler: 0-3. Klasse på Brøndby Strand Skole. 4-9. Klasse på Søholtskolen.

## Kendte personer fra Brøndby Strand
Medlemmerne af bandet Outlandish, sangeren Burhan G, rapperen Sivas, fodboldspilleren Dennis Flinta  og  Magnum fotografen Jacob Aue Sobol er opvokset i Brøndby Strand.